# Girolamo Riario
Girolamo Riario (Savona, 27 de febrero de 1443 – Forlì, 14 de abril de 1488), fue un aristócrata italiano, sobrino del papa Sixto IV y esposo de Caterina Sforza.  Gracias al apoyo de su tío fue conde de Bosco, vicario de Imola y de Forlì, Capitán General de la Iglesia y condestable del Reino de Nápoles. 
Principal instigador de la conspiración de los Pazzi contra los Médici de Florencia y de la guerra de Ferrara contra el duque Hércules I de Este, murió asesinado por miembros de la familia Orsi.

## Biografía

### Familia
Girolamo Riario nació en la comuna italiana de Savona (República de Génova), hijo de Paolo Riario y de Bianca della Rovere; tuvo al menos dos hermanos: Pietro y Violante.  Las noticias de sus años juveniles son escasas e inciertas; algunos autores dicen que fue comerciante de especias o drogas, otros lo mencionan como escribano público.  La elección al papado de su tío materno Francesco (Sixto IV) en 1471 fue decisiva para su posterior ascenso en la escala social.

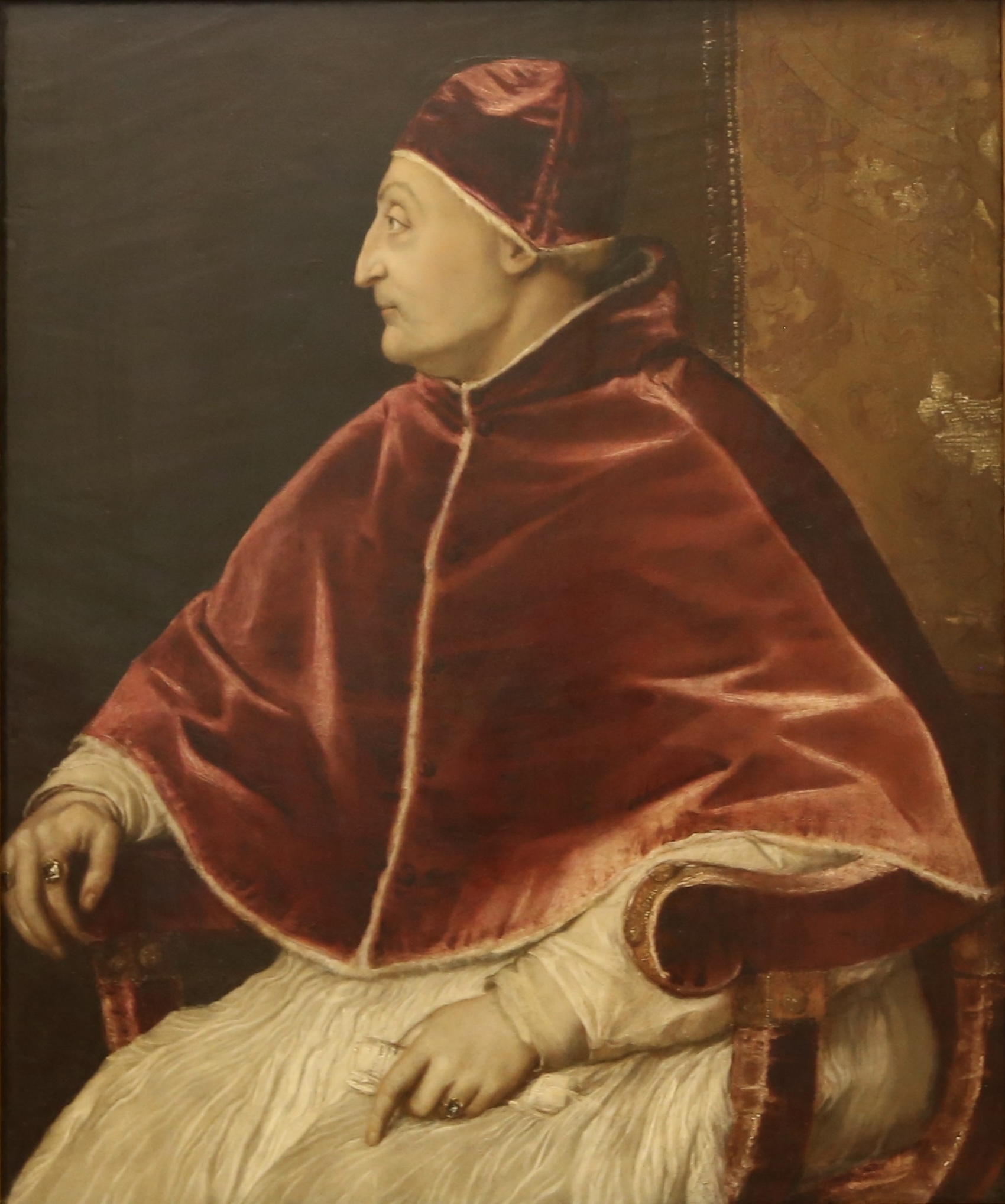
Sixto IV.

### Nepote de Sixto IV
Durante todo su pontificado Sixto IV favoreció a su familia con un nepotismo intensivo, concediendo a sus sobrinos numerosos beneficios eclesiásticos y estableciendo alianzas matrimoniales con las principales familias italianas.  
Pietro y su primo Giuliano fueron creados cardenales, como lo serían posteriormente Cristoforo, Girolamo Basso, Raffaelle y Domenico; Bartolomeo fue nombrado obispo, Leonardo, prefecto de Roma y Giovanni, vicario de Senigallia.  

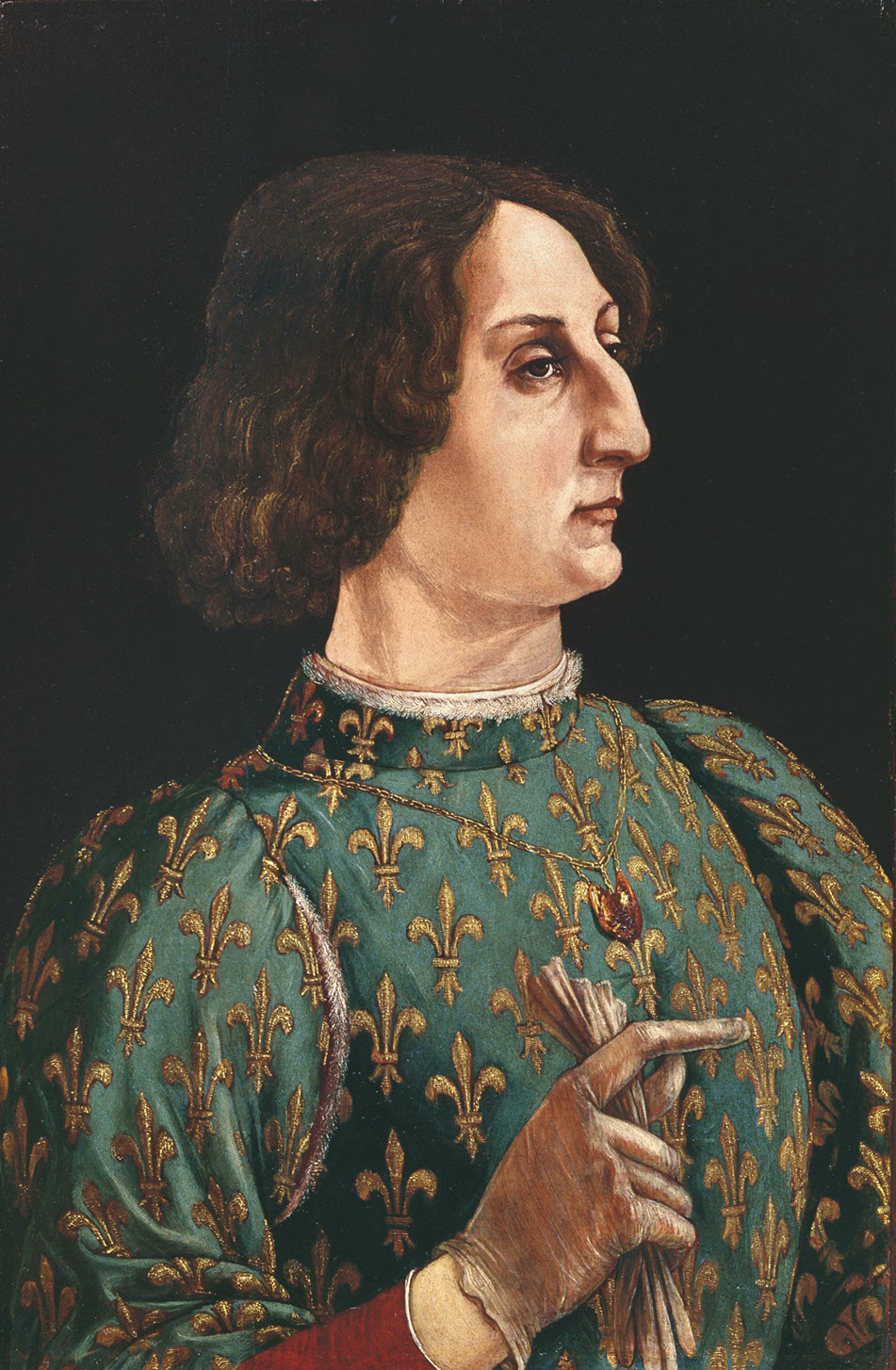
Galeazzo Maria Sforza.

Girolamo fue nombrado conde de Bosco y se pactó su matrimonio en la familia del duque de Milán Galeazzo María Sforza, de la misma manera que sus primos Leonardo y Giovanni se habían casado respectivamente con las hijas del rey de Nápoles Ferrante I y del duque de Urbino Federico da Montefeltro.  

#### Matrimonio
Con la intermediación de su hermano Pietro, en junio de 1472 Girolamo viajó a Milán para ajustar las capitulaciones matrimoniales con Costanza Fogliani, hija del difunto Corrado da Fogliano, que era medio hermano del duque Sforza, y de Gabriella Gonzaga, hija del marqués de Mantua Ludovico III Gonzaga; las negociaciones llevaban buen camino y Galeazzo otorgó a Girolamo el derecho a unir su apellido al de los Visconti.  
Costanza tenía solo once años y solo "en tiempo conveniente y en edad legítima" comenzaría su vida marital, pero para evitar una posible futura nulidad matrimonial, Girolamo exigió la consumación del matrimonio, a lo que la madre se negó tan obstinadamente que la boda se frustró.  

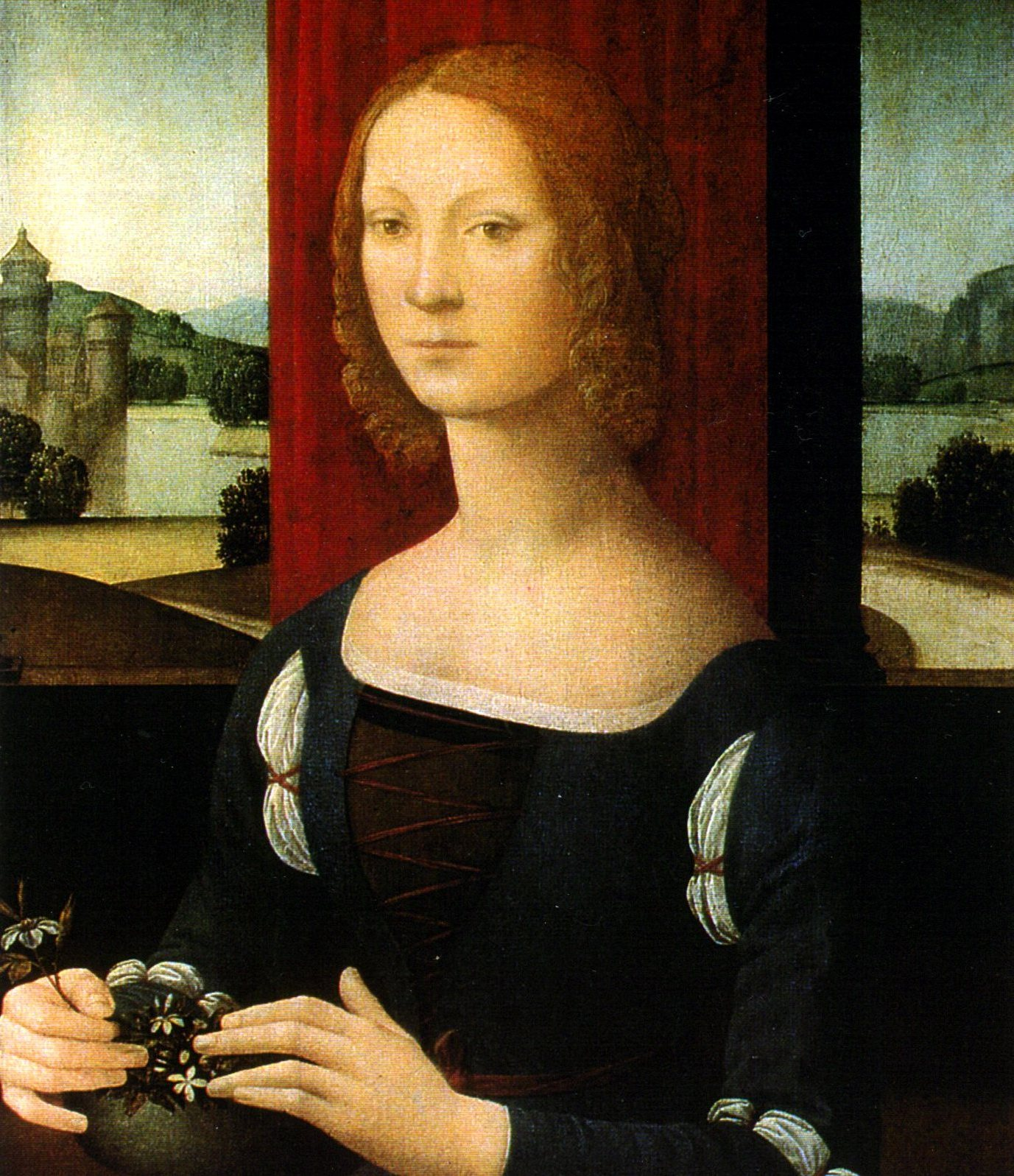
Caterina Sforza.

El duque Galeazzo, deseando asegurarse la alianza con la familia del papa, ofreció en las mismas condiciones a su hija Caterina, de diez años, y la boda se celebró en enero de 1473 con la bula papal que les absolvía de las irregularidades cometidas durante todo el proceso.  La novia siguió residiendo varios años en Milán con su familia.

#### Vicario de Imola
El duque de Milán Galeazzo María Sforza había conquistado la ciudad de Imola a Taddeo Manfredi y pensaba vendérsela a la República de Florencia, pero disconforme con el trastorno que esta operación provocaría en la disposición territorial de la Romaña, el papa maniobró para comprarla para los Estados Pontificios, y en noviembre de 1473 invistió a Riario como vicario de la misma.  
A principios de 1474 murió su hermano Pietro dejando una cuantiosa fortuna, que por voluntad del papa fue a parar a manos de Girolamo.
Comenzaron aquí sus años dorados: con residencia en Roma, su presencia fue constante en la vida política y artística de la ciudad; su gran influencia sobre el papa llevó a sus contemporáneos a llamarle "emperador de la Iglesia" o "archipapa".

Hacía y deshacía como el mismo Santo Padre, y gobernaba los estados de la Iglesia, y daba audiencia y despachaba a los embajadores.

En 1477, después del asesinato del duque de Milán, su hija Caterina viajó a Roma para establecerse con Girolamo.  La familia alternó su estancia en el Palazzo Altemps, recién edificado sobre un diseño de Melozzo da Forlì, con su villa de verano en el actual Palacio Corsini.  Aficionado a la caza, Riario se hizo construir una tercera residencia en Magliana, donde organizó batidas famosas, sin descuidar algunos viajes a Imola para dirigir los trabajos de ampliación de la arquitectura militar y civil.
Con Catalina tuvo seis hijos, Ottaviano, quien heredó el señorío de Imola, César, Giovanni, Galeazzo, Francesco, y una hija, Bianca.

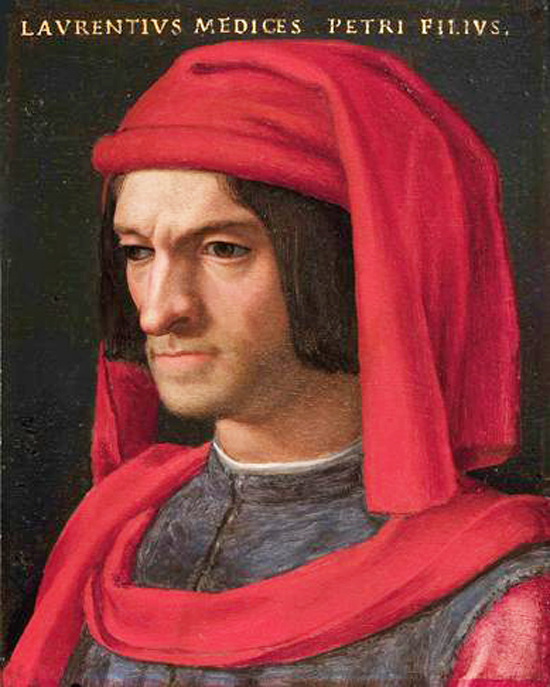
Lorenzo de Médici.

#### Conspiración de los Pazzi
En 1477 fue uno de los principales instigadores de la conspiración de los Pazzi: con el objetivo de apartar del gobierno de Florencia a los Médici apoyó a los enemigos de éstos en la conjura que organizaban.   
En abril de 1478 el arzobispo de Pisa Francesco Salviati, Francesco de' Pazzi, Jacopo de' Pazzi y varios cómplices, apoyados por las tropas de Giovanni Battista de Montesecco, llevaron a cabo un atentado en el que Lorenzo de Médici resultó herido y su hermano Giuliano muerto.  En los alborotos que siguieron, los conjurados fueron linchados por la muchedumbre o ejecutados por la justicia florentina. 
La muerte de Salviati y la de varios prelados más y el encarcelamiento de Raffaelle Riario, violando la inmunidad eclesiástica de la que debían gozar, llevó al papa a decretar la excomunión de Lorenzo y a exigir a los florentinos su destierro, y ante la negativa de éstos, en julio de 1478, aliado con Nápoles y Siena, ordenó atacar Florencia, que contaba con el apoyo de Venecia, Milán y Francia, en la llamada guerra de Toscana.  Fue en este contexto que el rey Ferrante de Nápoles le nombró condestable.  
Comprendiendo que Florencia sería incapaz de resistir por la fuerza militar, Lorenzo buscó y consiguió en 1480 un acuerdo de paz bilateral con Ferrante de Nápoles.

Italia en 1494.

#### Vicario de Forlì
En febrero de 1480 murió el signore de Forlì Pino III Ordelaffi dejando como heredero a su hijo de doce años Sinibaldo, acto que fue confirmado por el papa Sixto.  Los hermanos Antonio, Francesco y Ludovico Ordelaffi, considerando tener derecho a la signoria por ser hijos de Cecco (hermano de Pino), que había sido investido por Paulo II, comenzaron una disputa  por el control de la ciudad contra Sinibaldo, ganándose al apoyo del pueblo.  En julio murió Sinibaldo de una enfermedad, con lo cual la ciudad debía revertir a los Estados Pontificios,  y el papa envió a Federico de Urbino y a Roberto Malatesta a retomar Forli para la Iglesia.  Los forliveses acordaron entregar la ciudad al papa a cambio de la exención de impuestos y solicitaron que Gian Francesco da Tolentino quedara como gobernador.  El papa nombró vicario a Riario en agosto.
En septiembre de 1480 fue nombrado Capitán general de la Iglesia.

#### La guerra de Ferrara

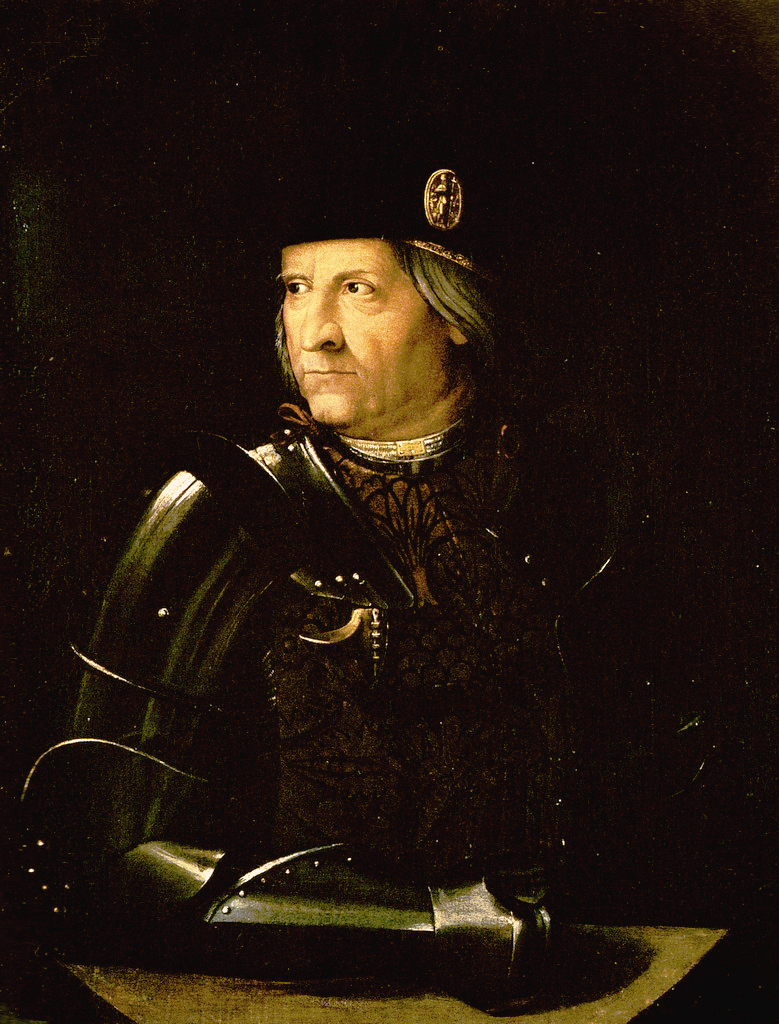
Ercole I d'Este.

La deslealtad del rey de Nápoles durante la guerra de Toscana y el apoyo del duque de Ferrara Hércules I de Este a los florentinos motivó la desconfianza del papa hacia ambos; Riario, que tenía su ambición puesta en Faenza, viajó a Venecia para entrevistarse con el dux Giovanni Mocenigo y el Senado, y obtuvo su ayuda militar, ofreciéndoles quedarse con Ferrara.  A la liga papal se unieron Génova, el marqués de Montferrato Guillermo VIII y el conde de San Secondo Pier Maria II de' Rossi, mientras Ferrara y Nápoles encontraron el apoyo de Milán, Florencia, el marqués de Mantua Federico I Gonzaga, Giovanni II Bentivoglio de Bolonia y Federico de Urbino.  
Entretanto se habían encendido nuevamente en Roma los enfrentamientos entre los Colonna y Della Valle, por un lado, y los Orsini y Santacroce, por otro, y ambos bandos se aliaron, los primeros con Nápoles y los segundos con el papa; en este escenario Riario tuvo una parte decisiva en el encarcelamiento de los cardenales Colonna y Savelli por sus relaciones con el rey napolitano. 
En abril de 1482 Ferrante de Nápoles metió sus tropas en los Estados Pontificios con el pretexto de defender a los Colonna; en junio, su hijo Alfonso de Calabria puso su campamento a vista de Roma, pero en julio las fuerzas venecianas dirigidas por Roberto Malatesta le hicieron retirarse y en agosto le derrotaron en Campomorto.   En diciembre pontificios y napolitanos firmaron un tratado de paz, pero Venecia se negó a aceptarlo, deseando todavía ampliar su territorio con el de Ferrara, y la guerra prosiguió, esta vez con todos los participantes, incluido el papa, aliados contra Venecia.  
La paz de Bagnolo se firmó en julio de 1484.

### Muerte del papa

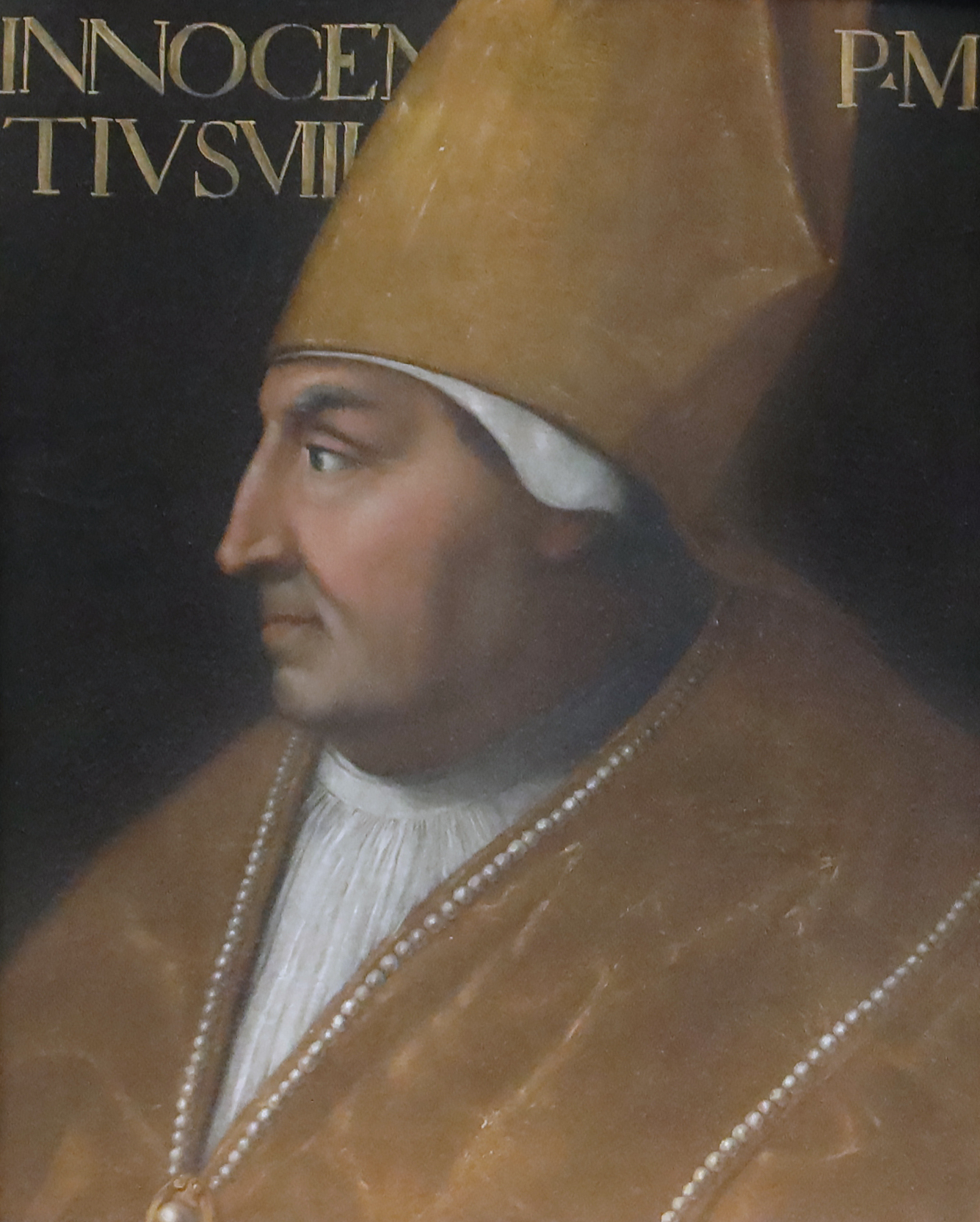
Inocencio VIII.

La feliz suerte de la familia cambió bruscamente con la muerte de Sixto IV en agosto de 1484.  El día siguiente de su fallecimiento una muchedumbre inducida por sus enemigos los Colonna asaltó el palacio romano de los Riario; Girolamo, que había puesto el Castillo de Sant'Angelo bajo la custodia de Caterina, aceptó cederlo al Colegio Cardenalicio y retirarse de Roma tras el pago de una fuerte suma de dinero, y en septiembre salió en dirección a sus dominios de Imola y Forlì antes de que fuera elegido papa Inocencio VIII.

#### Su gobierno en Forlì e Imola
Durante los primeros meses de su estancia en Forlì fue un gobernante bien apreciado por el pueblo.  Aprovechando el dinero que le quedaba de sus tiempos como favorito del papa mandó llevar suministros para reducir la carestía e hizo fuertes inversiones en obra pública, especialmente en la terminación de la Rocca di Ravaldino, pero pronto los fondos se terminaron.  Riario, mal aconsejado por su lugarteniente Niccoló Pansecco y por su mujer y obligado por la necesidad, reinstauró los antiguos impuestos que en 1480 había prometido abolir, y su popularidad cayó rápidamente.  Los campesinos de la comarca protestaron contra las tasas que les obligaban a llevar a la ciudad, sin ninguna compensación, cierta cantidad de leña, grano, paja y forraje destinados al mantenimiento de la guardia del conde; los forliveses se mostraron descontentos contra los nuevos impuestos; el consejo de ancianos se opuso abiertamente contra la voluntad del conde de fundar un monte de piedad.  

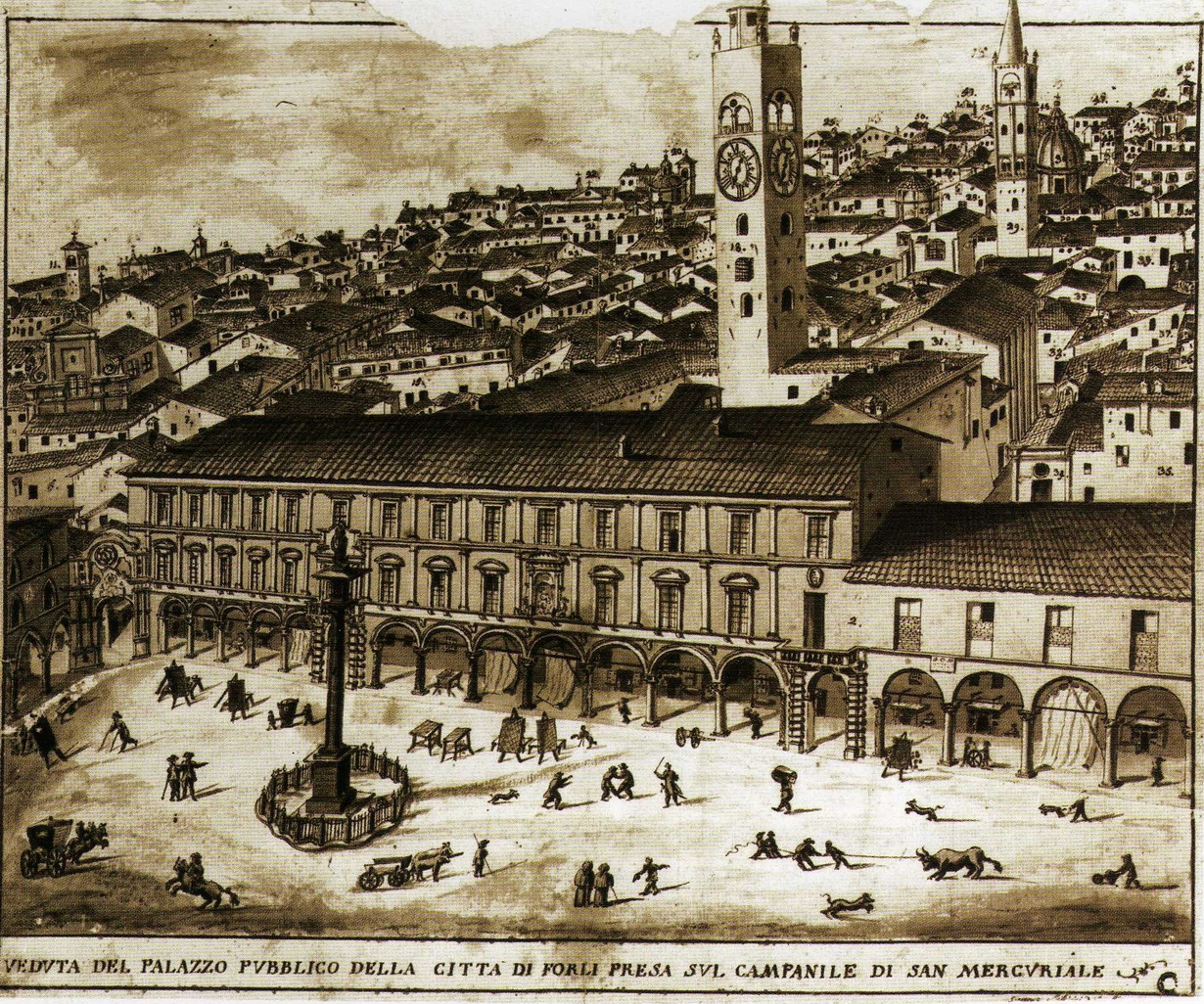
Palacio ducal de Forlì.

Al mismo tiempo tuvo que hacer frente a sus antiguos enemigos: el papa Inocencio VIII, siguiendo la misma política nepotística que su antecesor, se alió con Lorenzo de Médici y entre ambos concertaron la boda de sus respectivos hijos Franceschetto y Maddalena, con pretensiones sobre la Romaña. El cardenal Savelli era ahora legado en Bolonia.  Los ataques contra los territorios bajo la jurisdicción de Riario fueron constantes: los tres hermanos Zampechi recuperaron por la fuerza los castillos de San Mauro, Giovedio y Talamello que Sixto IV había dado  a Riario; Taddeo Manfredi intentó adueñarse de Imola; Antonio Ordelaffi, de Forli; Melchiorre Zocchejo, de la Rocca di Ravaldino.

#### Asesinato
Pero lo que motivó su asesinato fue una cuestión financiera.  Con Ludovico Orsi había tenido una fuerte discusión sobre la imposición de nuevas tasas; a su hermano Checco le reclamaba insistentemente el pago de una deuda que éste debía satisfacer por el negocio de venta de carne, y a ambos les surgió la sospecha de que Riario planeaba algún daño contra ellos.  A los Orsi se unieron Giacomo Ronchi y Ludovico Pansechi, soldados de las tropas de Riario, que se sentían desdeñados por no haber recibido las recompensas que les habían prometido por sus servicios, y entre los cuatro se conjuraron para matarlo, con la ayuda de un pequeño grupo de hombres reclutados entre sus familiares y amigos.
El lunes 14 de abril a última hora de la tarde, Ludovico Orsi situó a sus hombres en la plaza frente al Palacio de la Señoría, mientras Checco Orsi, Ronchi y Pansechi entraron al edificio fingiendo solicitar audiencia y apuñalaron a Riario hasta la muerte.  En el alboroto murieron también Agamennone Orsi (hijo de Checco), acuchillado por el cuñado de Riario, y el alguacil Antonio da Montecchio, linchado en la plaza por una muchedumbre que acudió en apoyo de los conjurados. 

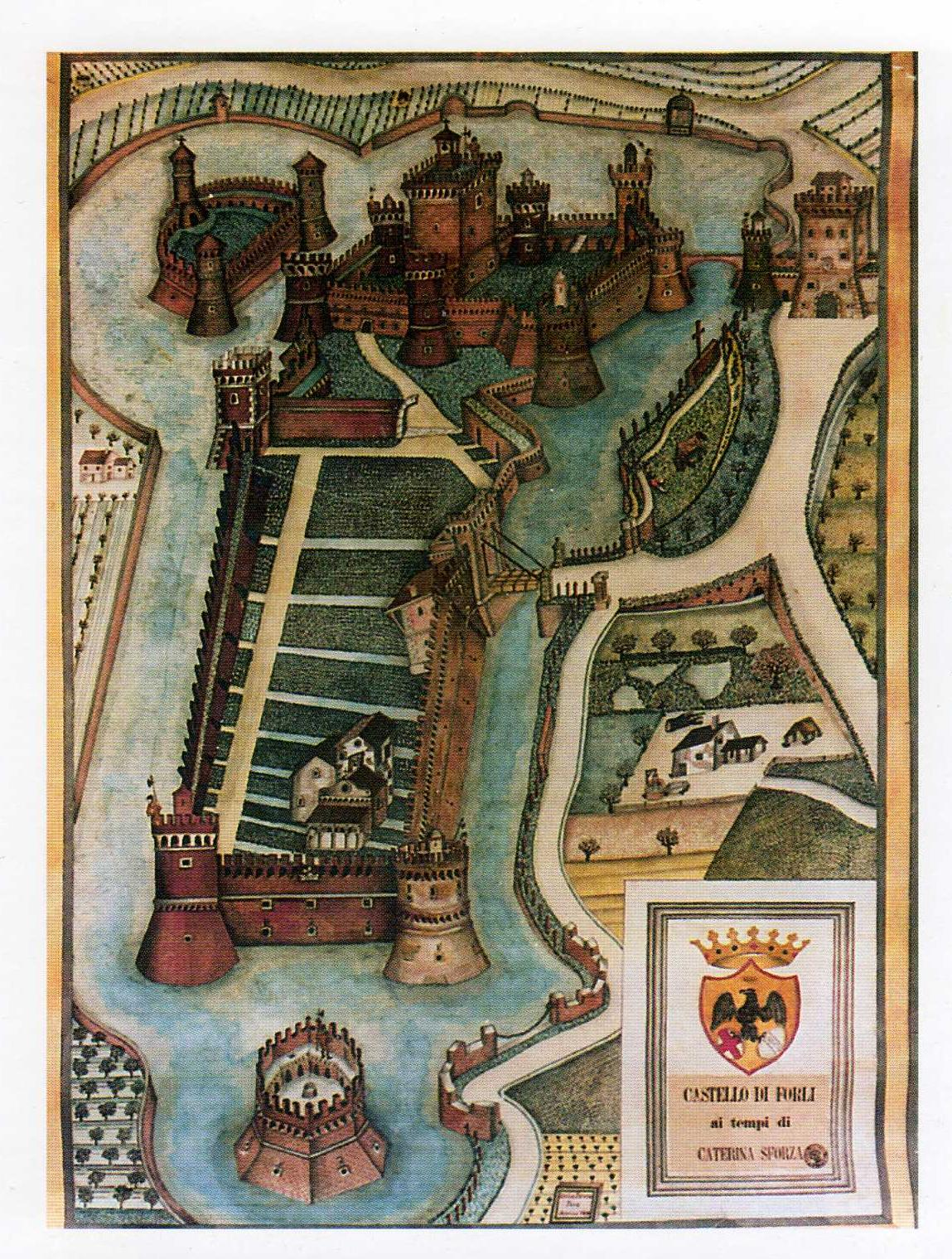
Rocca di Ravaldino.

El palacio fue saqueado y el cadáver de Riario arrojado por la ventana a la calle, donde una turba desnudó y vejó el cuerpo.  Caterina, sus seis hijos, su hermana Stella y su madre Lucrecia, fueron retenidos en casa de los Orsi.  Checco propuso hacer de Forlì una república independiente, pero el consejo de gobierno, previendo la llegada de los milaneses en apoyo de Caterina, decidió entregar la ciudad a los Estados Pontificios; el protonotario apostólico Bernardino Savelli, que ejercía como gobernador de Cesena, llegó el día 15 para tomar posesión de ella en nombre del papa.  
Con una estratagema Caterina consiguió refugiarse en la Rocca de Ravaldino, bajo el control de Tommaso Feo, dejando a su familia como rehenes de los Orsi, y con la ayuda militar enviada desde Milán y Bolonia por Ludovico Sforza y Giovanni II Bentivoglio consiguió recuperar el control de la ciudad, ejerciendo durante los años siguientes como regente de su hijo Ottaviano, a quien por derechos hereditarios le correspondía el vicariato.  Riario fue sepultado en la catedral de Imola; sus asesinos huyeron de la ciudad.

### Descendencia
De su matrimonio con Caterina Sforza, hija natural del duque Galeazo María Sforza tuvo seis hijos:
- Ottaviano (7 de abril de 1479 – 1523), señor de Imola y Forlì y obispo de Viterbo.
- Cesare (24 de agosto de 1480 – diciembre de 1540), obispo de Málaga y de Pisa y Patriarca de Alejandría.
- Bianca  (30 de octubre de 1481 – 1524), se casó con el conde Troilo de Rossi y tuvo nueve hijos.
- Giovanni Livio (30 de octubre de 1484 – 1496), murió en la infancia.
- Galeazzo (18 de diciembre de 1485 – ¿?), se casó en 1504 con María della Rovere.
- Francesco, llamado Sforzino (17 de agosto de 1487 –1546), obispo de Lucca.

También tuvo un hijo ilegítimo llamado Scipione, que creció junto a los seis anteriores.  
En el momento de la muerte de Riario, Caterina estaba embarazada, pero no hay noticias del nacimiento de este último hijo.